# Supercoppa d'Islanda 2005
La Meistarakeppni karla 2005 è  stata la 34ª edizione di tale competizione. Si è disputata il 9 maggio 2005 a Hafnarfjörður.
A contendersi il trofeo sono l'FH Hafnarfjörður vincitore del campionato che il Keflavík, trionfatore nella coppa nazionale.
Ad aggiudicarsi il trofeo è stato lìFH Hafnarfjörður.

## Tabellino
| Arbitro: | Egill Már Markússon |

|                             |           |  |
| Björnsson 11’ Bjarnason 45’ | Marcatori |  |